# Polivinilbutirrale
Il polivinilbutirrale (o PVB) è un materiale plastico preparato facendo reagire alcool polivinilico e butiraldeide.
Fisicamente la resina di PVB si presenta sotto forma di granuli o polvere bianca molto fine che è possibile estrudere per formare un film, oppure sciogliere in solventi.

## Utilizzi
Il polivinilbutirrale, opportunamente plastificato ed additivato, viene utilizzato principalmente sotto forma di pellicola nei vetri laminati, dove viene inserito tra due lamine di vetro. Tale pellicola risulta trasparente e ha lo scopo di mantenere uniti i due strati di vetro impedendo la propagazione di fratture tra uno strato e l'altro.
Viene inoltre utilizzato nei pannelli fotovoltaici a film sottile.
Sotto forma di film non plastificato, il PVB viene utilizzato anche nei materiali compositi, grazie alla sua facilità di applicazione, flessibilità e adesione alla maggior parte dei rinforzi (fibra di carbonio, fibre aramidiche, fibra di vetro).
Sotto forma di resina in polvere, il PVB trova applicazione nei seguenti settori:
- primer, adesivi e vernici, grazie alle sue proprietà di adesione a vetro e metalli, oltre che le proprietà anticorrosive
- inchiostri, come legante per i pigmenti
- ceramica, come legante temporaneo nella fabbricazione di componenti elettronici
- materiali compositi, come additivo nei formulati per le matrici, grazie alle sue proprietà di elasticità e adesione a diverse fibre (fibra di carbonio, fibre aramidiche, fibra di vetro)